# Dicropleon processae
Dicropleon processae là một loài chân đều trong họ Bopyridae. Loài này được Markham miêu tả khoa học năm 1980.